# Campanula lingulata
Campanula lingulata là loài thực vật có hoa trong họ Hoa chuông. Loài này được Waldst. & Kit. mô tả khoa học đầu tiên năm 1801.